# Aptos
Aptos és una concentració de població designada pel cens del Comtat de Santa Cruz a l'estat de Califòrnia (Estats Units d'Amèrica).

## Demografia
Segons el cens del 2000, Aptos tenia 9.396 habitants, 4.055 habitatges, i 2.428 famílies. La densitat de població era de 517,5 habitants per km².
Dels 4.055 habitatges en un 25,8% hi vivien nens de menys de 18 anys, en un 48,1% hi vivien parelles casades, en un 8,1% dones solteres, i en un 40,1% no eren unitats familiars. En el 27,5% dels habitatges hi vivien persones soles el 8,2% de les quals corresponia a persones de 65 anys o més que vivien soles. El nombre mitjà de persones vivint en cada habitatge era de 2,29 i el nombre mitjà de persones que vivien en cada família era de 2,78.
Per edats la població es repartia de la següent manera: un 19,3% tenia menys de 18 anys, un 6,5% entre 18 i 24, un 30,9% entre 25 i 44, un 29,4% de 45 a 60 i un 14% 65 anys o més.
L'edat mediana era de 41 anys. Per cada 100 dones de 18 o més anys hi havia 92 homes.
La renda mediana per habitatge era de 61.843 $ i la renda mediana per família de 73.515 $. Els homes tenien una renda mediana de 51.848 $ mentre que les dones 40.050 $. La renda per capita de la població era de 33.210 $. Entorn del 2,5% de les famílies i el 7,1% de la població estaven per davall del llindar de pobresa.

## Poblacions properes
El següent diagrama mostra les poblacions més properes.